# San Marco (Řím)
San Marco (italsky Basilica di San Marco Evangelista al Campidoglio) je římská bazilika ve čtvrti Pigna, zasvěcená svatému Marku, která byla postavena roku 336 svatým papežem Markem a přestavěna roku 833 papežem Řehořem IV. Bazilika stojí na malém náměstí Piazza di San Marco, které sousedí s Benátským náměstím a její barokní interiér pochází ze 17. a 18. století. Jedná se o titulární kostel.

## Historie
Roku 336 papež Marek nechal postavit kostel, na místě zvaném ad Pallacinas, zasvěcený jednomu z evangelistů. Stavba je zaznamenána jako Titulus Marci roku 499 v synodu papeže Symmacha.
Po rekonstrukci roku 792 papežem Hadriánem I. byl kostel přestavěn papežem Řehořem IV. kolem 833. Roku 1154 byla přistavěna románská zvonice, a renesanční přestavbu kostel podstoupil v letech 1465 až 1470, když se stavěl sousední palác. Z této doby pochází portikus v průčelí a mozaiky na podlaze. Barokní úpravy kostela proběhly 1654–1657 a v letech 1735–1750.

## Popis
Na fasádu (1466) byl použit mramor z blízkého Kolosea a Marcellova divadla, a návrh je připisován Albertimu. Ve vstupním portiku je řada starokřesťanských náhrobků a nápisů, podlaha kostela je hluboko pod úrovní současného terénu, takže se do ní sestupuje po schodech. Vlastní budova si udržela proporce staré baziliky, včetně plochého dřevěného stropu.
Vnitřní výzdoba je barokní, i když se zachovaly prvky starší:
- patrně starověké sloupy po obou stranách lodi
- figurální mozaika v apsidě z doby papeže Řehoře (9. stol.)
- mramorová mozaika na podlaze (Cosmati, 15. stol.)
- dřevěný strop se znakem papeže Pavla II., jeden ze dvou dřevěných stropů z 15. století, které se v Římě zachovaly;
- náhrobek Leonarda Pesara (1796) od Antonia Canovy.

## Galerie

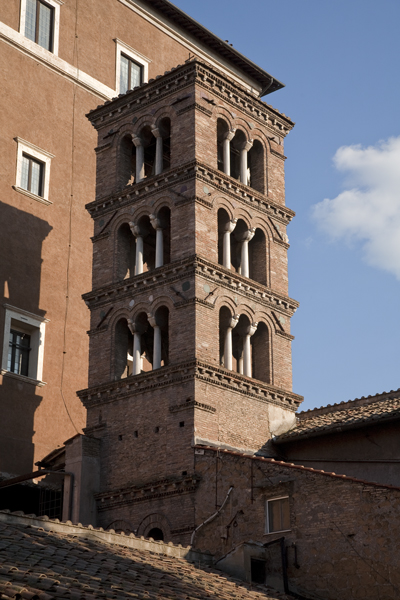
Zvonice
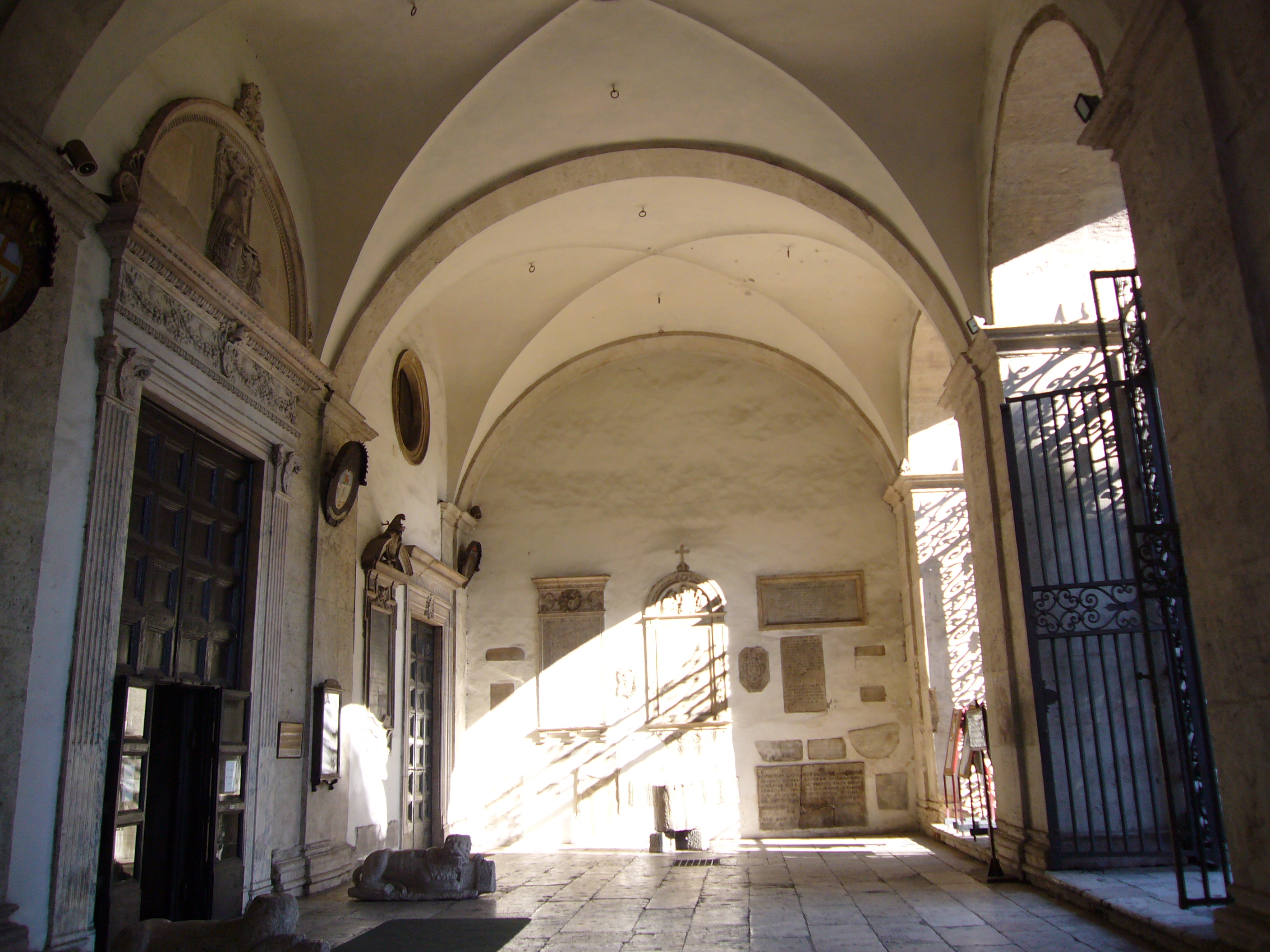
Portikus
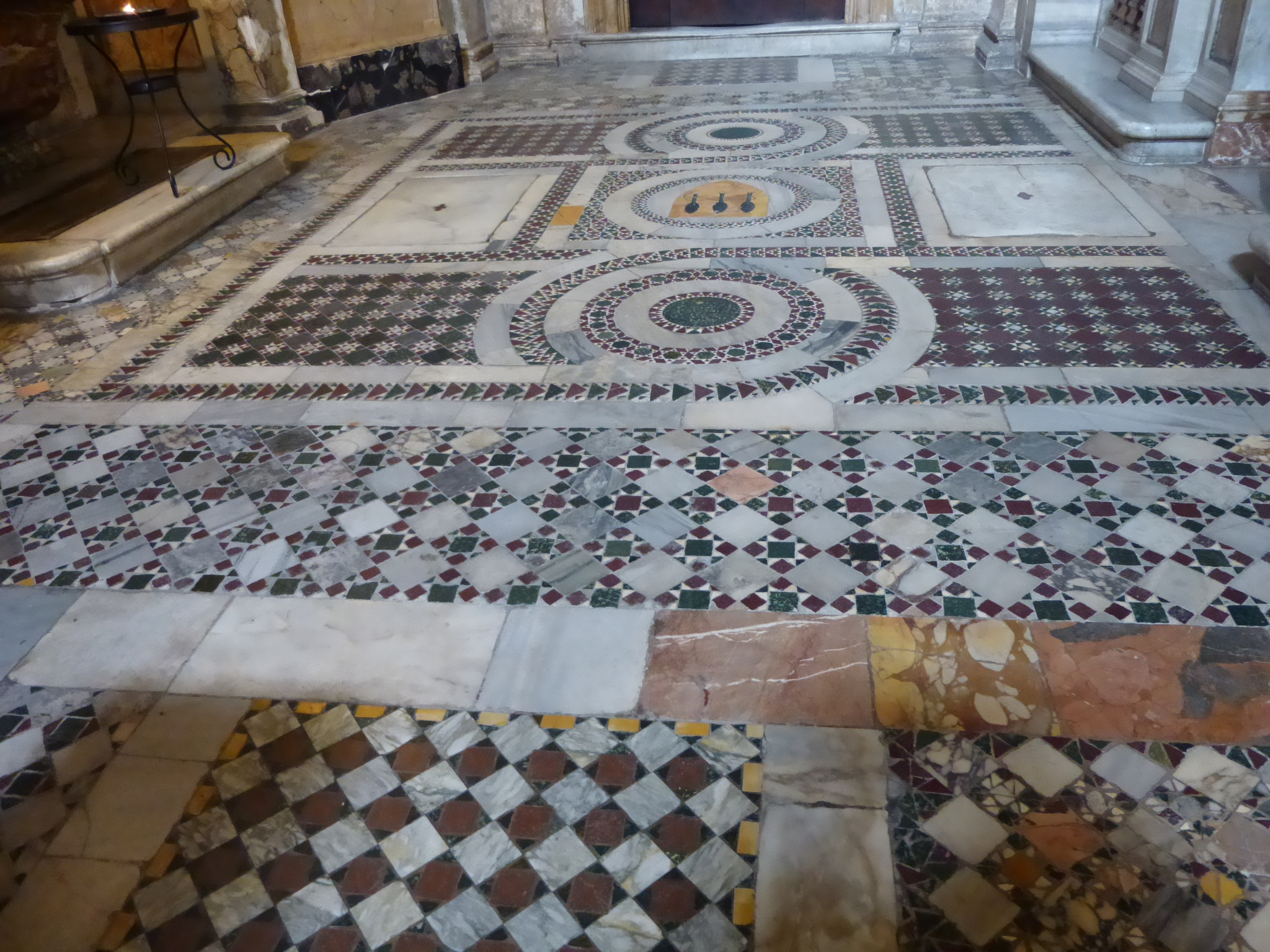
Mozaika na podlaze (1478)
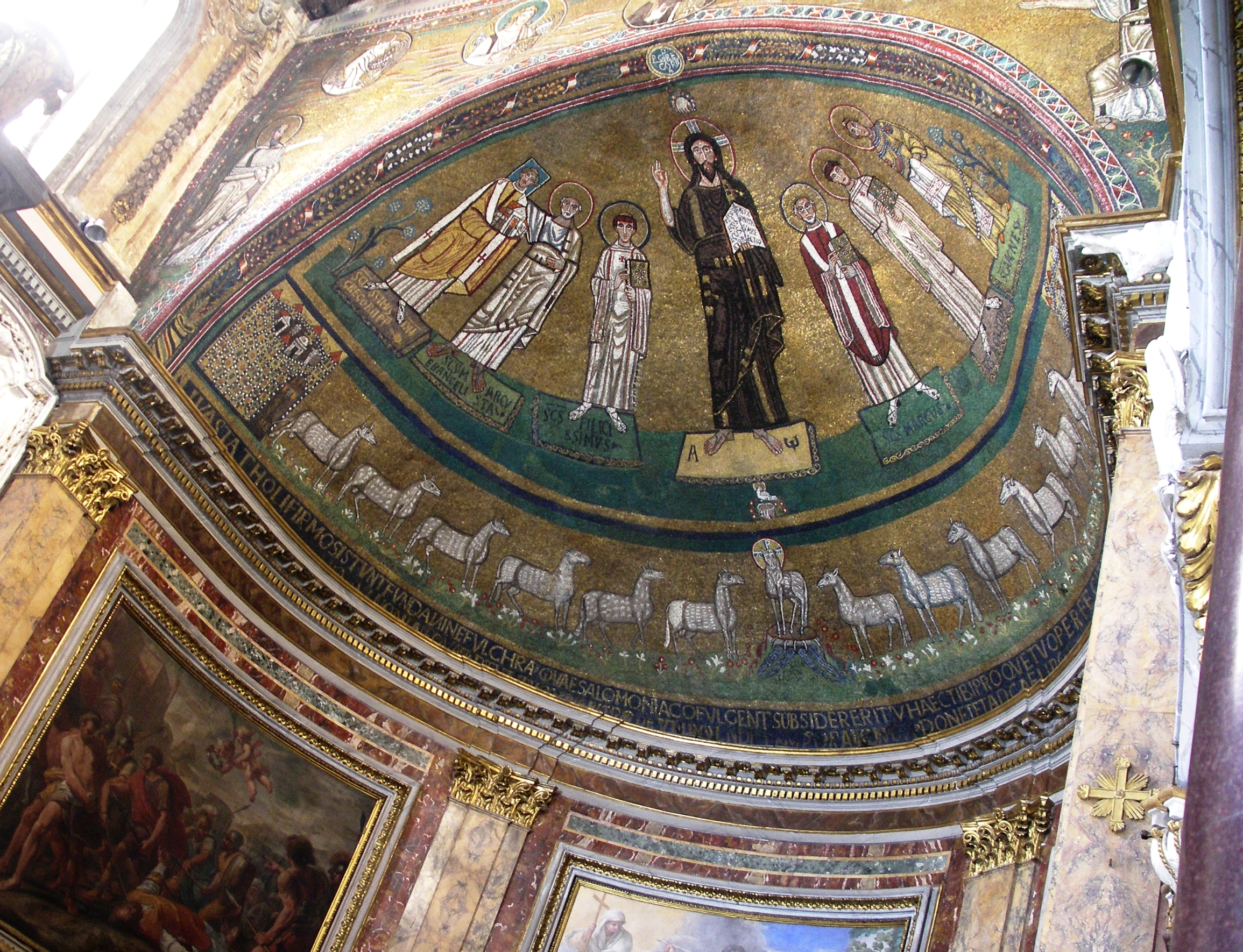
Mozaika v presbytáři
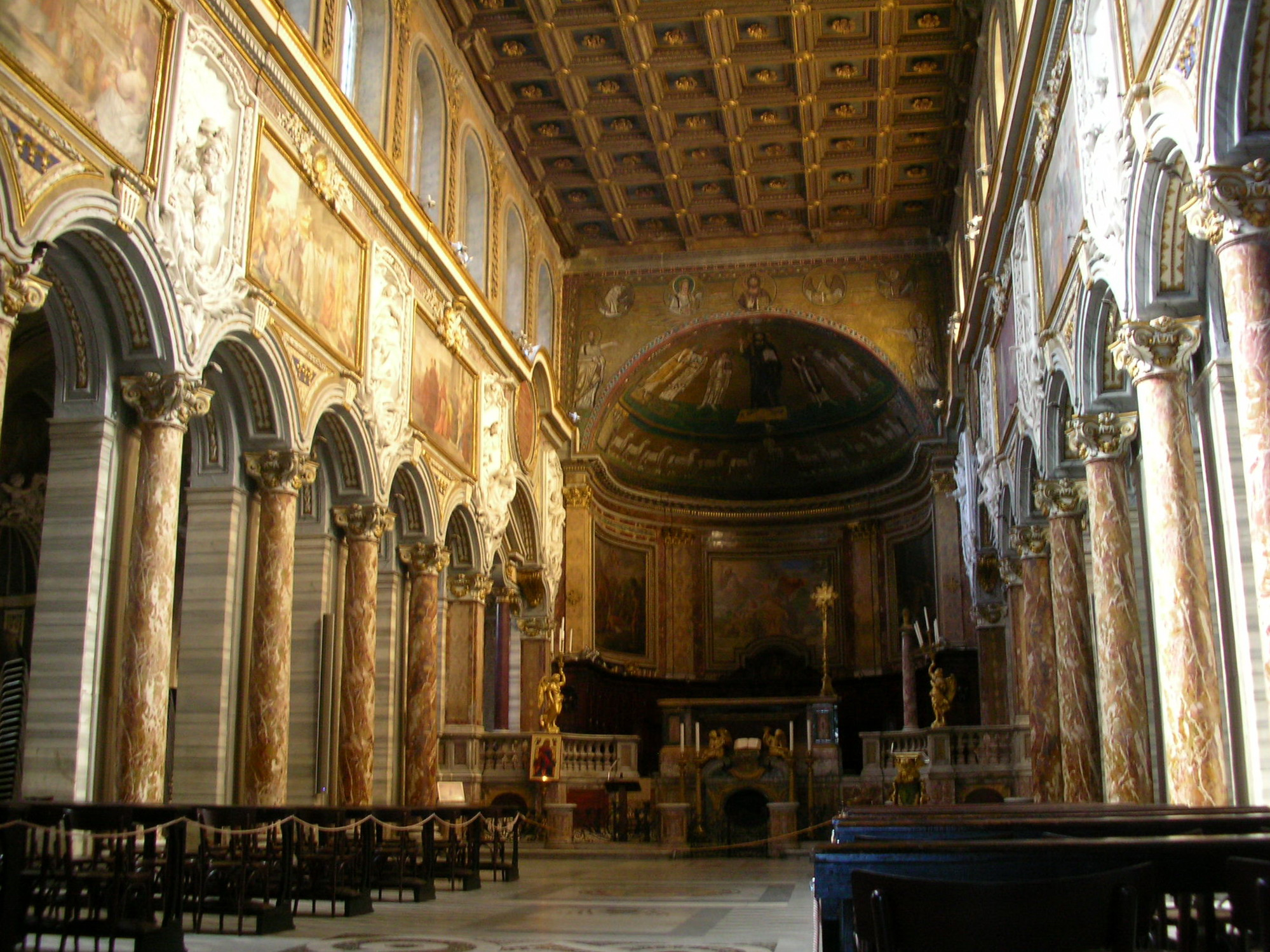
Interiér kostela

## Tituláři
- Johannes (1059)
- Atto (1076-1085)
  - Robertus (pseudokardinál 1086)
  - Romanus (pseudokardinál 1098-1118)
- Bonifatius (1100-1130)
- Pietro (1130-1131)
- Guido von Cittá di Castello (1133-1143)
- Gilberto (1143-1150)
- Rolando Bandinelli (1151-1159)
- Giovanni Conti da Anagni (1165-1190)
- Goffredo da Castiglione (1227-1238)
- Guillaume de Bray (1262-1282)
- Pietro Peregrossi (1289-1295)
- Bertrand de Déaulx (1338-1348)
- Francesco degli Atti (1356-1361)
- Jean de Blandiac (1361-1372)
- Giovanni Fieschi (1378-1384)
- Pierre de Sarcenas (1379-1389), pseudokardinál
- Ludovico Donato (1381-1386)
- Angelo Correr (1405-1406)
- Antonio Calvo (1409-1411)
- Guillaume Fillastre (1411-1428)
- Angelotto Fosco (1431-1444)
- Bartolomeo Vitelleschi (1444-1449), pseudokardinál
- Pietro Barbo (1451-1464)
- Marco Barbo (1467-1478); in commendam (1478-1490)
- Lorenzo Cibo de Mari (1491-1501); in commendam (1501-1503)
- Domenico Grimani (1503-1508); in commendam (1508-1523)
- Marco Corsaro (1523-1524)
- Francesco Pisani (1527-1555); in commendam (1555-1564)
- Luigi Corner (1564-1568) nuovamente (1570-1584)
- Luigi Pisani (1568-1570)
- Giovanni Francesco Commendone (1584)
- Agostino Valier (1585-1605)
- Giovanni Dolfin (1605-1621)
- Matteo Priuli (1621-1624)
- Pietro Valzer (1624-1629)
- Federico Corsaro (1629-1646)
- Marco Antonio Bragadin (1646-1658)
- Cristoforo Widmann (1658-1660)
- Pietro Vito Ottoboni (1660-1677)
- Gregorio Barbarigo (1677-1697)
- Marco Antonio Barbarigo (1697-1706)
- Giambattista Rubini (1706-1707)
- Giovanni Badoer (1712-1714)
- Luigi Priuli (1714-1720)
- Pietro Priuli (1720-1728)
- Angelo Maria Querini (1728-1743); in commendam (1743-1755)
- Carlo della Torre di Rezzonico (1755-1758)
- Daniele Dolfin (1758-1762)
- Antonio Marino Priuli (1762-1771)
- Carlo Rezzonico mladší (1772-1773); in commendam (1773-1799)
- Ludovico Flangini Giovanelli (1800-1802)
- neobsazen (1802-1816)
- Luigi Ercolani, in commendam (1816-1817); titulární kostel (1817-1825)
- neobsazen (1825-1829)
- Karl Kajetan von Gaisruck (1829-1846)
- Charles Januarius Acton (1846-1847)
- Giacomo Piccolomini (1847-1861)
- Pietro de Silvestri (1861-1875)
- Domenico Bartolini (1876-1887)
- Michelangelo Celesia (1887-1904)
- József Samassa (1905-1912)
- Franz Xaver Nagl (1912-1913)
- Friedrich Gustav Piffl (1914-1932)
- Elia Dalla Costa (1933-1961)
- Giovanni Urbani (1962-1969)
- Albino Luciani (1973-1978)
- Marco Cé (od 1979–2014)
- Angelo De Donatis (od 2018)